# Stefan V (påve)
Stefan V (känd som Stefan VI från 1500-talet till 1960), född i Rom, död 14 september 891, var påve från september 885 till sin död, 14 september 891. 

## Biografi
Födelsedatumet för Stefan är okänt. Hans far hette Hadrianus och tillhörde den romerska aristokratin, och överlät sonens utbildning och uppfostran till en släkting, biskop Zackarias, som var bibliotekarie vid Vatikanbiblioteket. Stefan upphöjdes 882 av Marinus I till kardinalpräst med Santi Quattro Coronati som titelkyrka, och hans uppenbara kallelse till kyrkan var orsaken till att han valdes till påve. Han konsekrerades i september 885, utan att invänta godkännande från kejsaren; när Karl den tjocke fick höra om hur utbrett stöd Stefan åtnjöt lät han saken bero.
Stefan stod inför uppgiften att lösa en svält som uppstått till följd av torka och gräshoppsinvasion. Eftersom påvedömets skattkammare var tom, använde han sin fars förmögenhet för att hjälpa de fattiga, friköpa fångar och reparera kyrkor. 
För att upprätta ordningen adopterade han greve Guido III av Spoleto "som sin son" och krönte honom till kejsare 891. Han erkände också Ludvig den blinde som kung av Provence.
När ärkebiskop Aurelianus av Lyon vägrade att konsekrera Teutbold, som regelrätt blivit vald till biskop av Langres, konsekrerade Stefan honom själv. Han motsatte sig också godtycket hos ärkebiskoparna av Bordeaux och Ravenna och stod emot de attacker som patriark Fotios utförde mot Heliga stolen. Hans motstånd var framgångsrikt och kejsar Leo landsförvisade patriarken. Samtidigt som han skrev till kejsaren om Fotios, bad han honom att sända krigsfartyg och soldater för att hjälpa honom värja sig mot saracenernas övergrepp.
Stefan, som tog emot många engelska pilgrimer och envoyéer som överlämnade Peterspenning, begravdes i Peterskyrkan.